# Tertap
Tertap is een bestuurslaag in het regentschap Lahat van de provincie Zuid-Sumatra, Indonesië. Tertap telt 1052 inwoners (volkstelling 2010).